# Dion-Olympos
Dion-Olympos (tiếng Hy Lạp: ?) là một khu tự quản ở vùng Trung Makedonías, Hy Lạp. Khu tự quản Dion-Olympos có diện tích 495 km², dân số theo điều tra ngày 18 tháng 3 năm 2001 là 25872 người.